# Por un beso
Por un beso es una telenovela mexicana producida para Televisa en el 2000 y 2001 por Angelli Nesma y dirigida por Alfredo Gurrola. 
Está protagonizada por Natalia Esperón, Víctor Noriega y la actuación antagónica de Enrique Rocha y Mercedes Molto.
Esta telenovela fue la octava versión televisiva de la radionovela La gata de Inés Rodena, y la cuarta versión realizada en México.[cita requerida]

## Argumento
Blanca Garza es una bella cantante que trabaja en un centro nocturno, es huérfana y vive con Mica, su vestuarista. Mantiene una relación con Mariano Díaz de León, un adinerado arquitecto, pero la joven no sabe que ha sido engañada, ya que Mariano en realidad está casado y tiene dos hijos. Su mujer, Fernanda, recibe la visita de su amigo de la infancia, Julio, que recientemente ha heredado una gran fortuna. Ambos acuden al centro nocturno donde trabaja Blanca y se encuentran con ella y Mariano, y Fernanda se presenta ante Blanca como la esposa de Mariano.
Blanca se da cuenta de que Mariano le ha estado mintiendo todo el tiempo y termina su relación. Al mismo tiempo, empieza a conocer a Julio, quien es noble y honrado; ambos se enamoran profundamente y después se casan. Pero Mariano no está dispuesto a perder a Blanca, así que engaña a Julio para que invierta en su constructora y luego lo hace responsable del derrumbe de una construcción, en el que muere un trabajador. Todo ha sido planificado con anterioridad por Mariano y su socio, Efraín, quienes compraron terrenos inestables y adquirieron permisos ilegales a nombre de Julio. En el derrumbe muere un trabajador, y Mariano le echa la culpa a Efraín. Cuando Julio se enfrenta a él, los dos se enzarzan en una violenta pelea que termina con la muerte accidental de Efraín al caer por una ventana. Julio es acusado de fraude y asesinato y condenado a 25 años de prisión.
Mientras tanto, Blanca da a luz a una hermosa niña, Azucena, pero sufre por la suerte de su esposo. Mariano la va a ver mientras está en el hospital y admite su culpa en todo lo sucedido en una gran muestra de cinismo. La impresión le provoca un infarto a Blanca, y Mariano aprovecha para asfixiarla, diciéndole que si no es de él, no será de nadie más.
Posteriormente, Mariano le da dinero a Mica para que haga desaparecer a la niña, pero la mujer aunque acepta el dinero, se niega a tanta crueldad y decide quedarse con la pequeña Azucena. A pesar de tener el cariño de Mica, Azucena crece soportando mil penurias cantando en camiones para mantenerla a ella y a su hijo Neto, un muchacho vago y holgazán. Al crecer, Azucena se hace amiga de un niño rico, Daniel, quien resulta ser hijo de Mariano y Fernanda, y ambos llegan a forjar una amistad que trasciende las barreras del tiempo y que finalmente se convierte en amor.
Pero Mariano, al conocer a Azucena, enseguida ve en ella al fantasma de Blanca, y a base de artimañas y mentiras logra separar a su hijo de ella. Azucena, quien espera un hijo cuando él la abandona, piensa que Daniel siempre se ha burlado de ella y siente un profundo rencor. Sin embargo, no puede evitar seguir amándolo.
Al mismo tiempo, Julio sale de prisión por buena conducta y con dos objetivos en mente: encontrar a su hija y vengarse del hombre que le destruyó su vida y la de su amada Blanca.

## Elenco
- Natalia Esperón - Azucena Garza / Blanca Garza
- Víctor Noriega - Daniel Díaz de León Lavalle
- Mercedes Molto - Mirna Ballesteros Mendizábal
- Enrique Rocha - Mariano Díaz de León
- Otto Sirgo - Julio Otero Robles / Gonzalo Ruiz de Cota
- Lourdes Munguía - Prudencia Aguilar
- Luz Elena González - Rita Jiménez de Ornelas
- Alejandra Meyer - Micaela "Mica" Ornelas
- Oscar Morelli - Don Clemente Fuentes
- Luz María Jerez - Fernanda Lavalle de Díaz de León
- Felicia Mercado - Eugenia Mendizábal de Ballesteros
- Carlos Monden - Ignacio Ballesteros
- Melba Luna - Yolanda Uribe
- Héctor Cruz - Det. Romero Gil
- Gerardo Albarrán - Samuel López
- Gustavo Rojo - Lic. Carlos Guillén
- Alicia Fahr - Gloria
- Patricio Castillo - Antonio Ramírez, "El Padrino"
- Irán Eory - Carmen
- Raúl Magaña - David Díaz de León Lavalle
- Jorge Poza - Agustín Aguilar
- Benjamín Rivero - Luis Ponce, "El Duende"
- Condorito Jr. - Juan Téllez
- Giovan D'Angelo - Ricardo Leyva
- Vilma Sotomayor - Sonia
- Margarita Magaña - Loreta Mendiola
- Julio Mannino - Ernesto "Neto" Ornelas
- Juan Carlos Bonet - Mariano (joven)
- Ernesto Godoy - Julio (joven)
- Dominika Paleta - Fernanda (joven)
- Mauricio Aspe - Anselmo
- Arlette Pacheco - Malena
- Alejandra Barros - Thelma
- Elizabeth Aguilar - Sra. Encino
- Polly - Mica (joven)
- Oscar Traven - Efraín Ayala
- Guillermo Aguilar - Dr. Guízar
- Jordi Landeta - Daniel (niño)
- Ximena Adriana - Azucena (niña)
- Jorge Trejo - Neto (niño)
- Pablo Alejandro Byrne - Agustín (niño)
- Silvia Valdez - Yolanda (joven)
- Jesús Arriaga
- José Luis Avendaño
- Rosángela Balbó - Dra. Guzmán
- Marco Berman
- Guadalupe Bolaños
- Arleth Terán - Brisia
- Ernesto Bretón
- Mario Carballido
- Claudia Cañedo
- César Castro - Lic. Urquiza
- Roger Cudney - Dr. Newman
- Héctor del Puerto
- Rafael del Villar - Félix
- Graciela Estrada - Adela
- José Antonio Estrada
- Flora Fernández - Doña Olga
- Esteban Franco - "El Culebra"
- Daniel Gauvry - Dr. Asturias
- Carmelita González - Elodia
- Alfonso Iturralde - Octavio Mendiola
- José Antonio Iturriaga - "El Pelos"
- Benjamín Islas
- Arturo Laphan - Mario
- Ismael Larumbe - Dr. Andrade
- Eduardo Liñán - Dr. Ventura
- Susana Lozano - Abigail Caldero
- Mario Iván Martínez - Francesco
- Ramón Menéndez - Dr. Lavat
- Ricky Mergold - El Chicles
- Antonio Miguel - Dr. Sierra
- Marcelo Molina - Gustavo Moro
- Mariano Molina - Jesús Garza Díaz de León
- Sara Monar
- Julio Monterde
- Ivonne Montero
- Maleni Morales - Constanza Hidalgo
- Fernando Morín
- Hilda Nájera
- Gustavo Negrete - Antonio Quintana
- Alejandra Obregón - Katy
- Martha Ortiz
- Baltazar Oviedo
- Arturo Paulet - Lic. Quiroz
- Tania Prado
- Genoveva Pérez
- Alejandro Rábago - Lic. Cruz
- Lourdes Reyes - Estela Hidalgo
- Vicky Rodel - Lupita
- Juan Romanca
- Jorge Pascual Rubio - Dr. Aguirre
- Milagros Rueda
- Roberto Ruy
- Polo Salazar - Fiscal del Ministerio Público Carranza
- Sergio Sánchez - Miguel Ángel Bouvier
- Roxana Saucedo - Lucía
- Miguel Serros
- Claudia Silva
- Evelyn Solares - Celia
- Irma Torres - Leonora
- Alex Trillanes
- Tere Valadez
- Raúl Valerio - Lic. Tinoco
- Ricardo Vera - Alfonso Nájera
- Yaldha Victoria
- Jacqueline Voltaire - Sra. Mier y Terán
- Guillermo Zarur - El Abuelo
- Kika Edgar - Voz de Blanca
- Elizabeth Ávila
- Mariana Tapia
- Rocío Valenzuela

## Equipo de producción
- Original de - Inés Rodena
- Versión libre para TV - Gabriela Ortigoza
- Edición literaria - Juan Carlos Tejeda
- Tema de entrada - Por un beso
- Letra y música - Robert Blades
- Intérprete - Gloria Estefan
- Director de arte - Juan José Urbini
- Escenografía y ambientación - Tere Ortiz, Dulce Ma. Gobea
- Diseño de vestuario - Fco. Florentino Cheschitz, Pamela García
- Jefa de producción - Olga Rodríguez
- Jefe de producción en locación - Sonia Pérez
- Director de diálogos - Gustavo Rojo
- Jefa de reparto - Rosa María Maya
- Gerente de producción - Arturo Guizar
- Gerente administrativo - Venustiano Pérez
- Musicalizador - Mario Barreto
- Coordinador de producción - J. Ignacio Alarcón
- Editor - Alfredo Juárez
- Director de escena (2ª unidad) - Benjamín Pineda
- Director de cámaras (2ª unidad) - Lino Adrián Gama Esquinca
- Director de cámaras - Gilberto Macín
- Director de escena - Alfredo Gurrola
- Productora asociada - María de Jesús Arellano M.
- Productora ejecutiva - Angelli Nesma Medina